# Finale della UEFA Nations League 2022-2023
La finale della UEFA Nations League 2022-2023 si è disputata il 18 giugno 2023 allo stadio Feijenoord di Rotterdam. Essa è stata vinta dalla Spagna 5-4 ai tiri di rigore, dopo lo 0-0 dei tempi supplementari.

## Le squadre
| Squadra | Partecipazioni precedenti (il grassetto indica la vittoria) |
| ------- | ----------------------------------------------------------- |
| Croazia | Nessuna                                                     |
| Spagna  | 1 (2021)                                                    |

## Il cammino verso la finale

### Croazia
La Croazia di Zlatko Dalić viene inserita nel Gruppo 1 insieme a Francia, Danimarca e Austria. Nell'incontro d'esordio, i croati vengono sconfitti dall'Austria per 3-0 a Osijek, prima di pareggiare per 1-1 a Spalato contro la Francia, vincitrice dell'edizione precedente. I balcanici ottengono successivamente due vittorie in trasferta, entrambe per 1-0, a discapito di Danimarca e Francia. Il girone si chiude con due ulteriori trionfi, quello interno per 2-1 contro i danesi e quello esterno per 3-1 ai danni degli austriaci, che determinano il primo posto in classifica con 13 punti conquistati, derivanti appunto da quattro successi, un pari e una sconfitta. In semifinale affrontano i Paesi Bassi, battuti a Rotterdam col risultato di 4-2 dopo i tempi supplementari. I croati agguantano così la prima finale di Nations League della loro storia, a distanza di cinque anni dalla disputa della finale del campionato mondiale 2018, persa contro la Francia.

### Spagna
La Spagna di Luis de la Fuente, finalista della precedente edizione, viene inserita nel Gruppo 2 insieme a Portogallo, Svizzera e Rep. Ceca. Nella prime due partite del raggruppamento, gli spagnoli racimolano altrettanti pareggi contro il Portogallo e la Repubblica Ceca, rispettivamente per 1-1 a Siviglia e per 2-2 a Praga. Dopo aver battuto in trasferta la Svizzera per 1-0, gli iberici ottengono un ulteriore trionfo in casa per 2-0 ai danni dei cechi. Il girone si completa con una sconfitta interna per 2-1 ad opera degli svizzeri ed una vittoria esterna per 1-0 contro i portoghesi, che determinano il primo posto in classifica con 11 punti conquistati, derivanti appunto da tre successi, due pari e una sconfitta. In semifinale affrontano l'Italia, campione d'Europa in carica, battuta a Enschede col risultato di 2-1. Gli spagnoli raggiungono così la loro seconda finale, nonché consecutiva, di Nations League.

### Tabella riassuntiva del percorso
Note: In ogni risultato sottostante, il punteggio della finalista è menzionato per primo. (C: Casa; T: Trasferta)
| Squadra   | Pt | G |
| --------- | -- | - |
| Croazia   | 13 | 6 |
| Danimarca | 12 | 6 |
| Francia   | 5  | 6 |
| Austria   | 4  | 6 |

| Squadra    | Pt | G |
| ---------- | -- | - |
| Spagna     | 11 | 6 |
| Portogallo | 10 | 6 |
| Svizzera   | 9  | 6 |
| Rep. Ceca  | 4  | 6 |

## Contesto
Allo stadio Feijenoord di Rotterdam va in scena la finale tra Croazia, alla prima presenza nell'atto conclusivo della competizione, e Spagna, alla seconda finale consecutiva dopo quella persa nel 2021. L'allenatore dei croati, Dalić, schiera la squadra col 4-3-3: davanti al portiere Livaković, la linea difensiva a quattro è formata da Perišić e Juranović come terzini e da Erlić e Šutalo come difensori centrali. In mediana Brozović è supportato da Kovačić e dal capitano Modrić, mentre il tridente offensivo è composto da Ivanušec, Pašalić e Kramarić. Il tecnico degli spagnoli, de la Fuente, opta invece per il 4-2-3-1: davanti a Unai Simón, la retroguardia è costituita da Navas e dal capitano Alba come terzini e da Laporte e Le Normand come difensori centrali. In mediana Rodri è affiancato da Ruiz, mentre il trio di trequartisti è formato da Asensio, Pino e Gavi, alle spalle dell'unico centravanti Morata.

## La partita
Dopo dieci minuti di gioco, la Spagna sfiora per due volte il vantaggio: prima con Ruiz, che, dopo aver intercettato un passaggio di Juranović, tira direttamente in porta da posizione defilata, trovando tuttavia l'opposizione di Livaković, e poi con Gavi, la cui conclusione dal limite dell'area termina però fuori a fil di palo. La Croazia risponde in successione con Pašalić e Perišić, ma Unai Simón blocca i loro rispettivi tentativi di andare a segno. Il primo tempo si chiude dunque a reti inviolate, con gli spagnoli che hanno il maggior possesso palla.
Nella seconda frazione sono invece i croati ad avere la prima occasione: Perišić s'invola sulla fascia e crossa in mezzo all'area per Juranović, ma il suo tiro non inquadra lo specchio della porta da posizione favorevole. Gli iberici rispondono con il colpo di testa di Asensio, su cross di Alba, che per poco non sfiora la traversa. Dopo un tiro dalla lunga distanza di Rodri, terminato sul fondo, gli spagnoli vanno vicini alla rete con Ruiz, il quale, sfruttando l'uscita di Livaković per fermare l'azione del subentrato Fati, tenta il pallonetto da fuori area, sbagliando però la precisione del tiro, che termina alto sopra la traversa. A dieci minuti dalla fine, la Spagna ha una grandissima occasione con Fati che, servito in mezzo all'area dal subentrante Merino, scocca subito una potente conclusione, la quale viene tuttavia salvata sulla linea da uno strepitoso riflesso di Perišić. Col risultato bloccato ancora sullo 0-0, sono quindi necessari i tempi supplementari.
Nel primo supplementare, ambo le squadre sfiorano il gol, rispettivamente coi subentrati Majer e Olmo, ma in entrambi i casi le conclusioni terminano fuori dallo specchio della porta. Complice la stanchezza, anche i restanti quindici minuti addizionali si rivelano avari di emozioni, dove è da segnalarsi solamente un tiro dalla distanza da parte di Rodri, finito largamente a lato della porta croata, dilungando così il confronto ai calci di rigore.
Dal dischetto entrambe le formazioni realizzano i primi tre rigori: per la Croazia vanno a segno Vlašić, Brozović e Modrić; mentre per la Spagna sono Joselu, Rodri e Merino a trasformare i rispettivi penalty. Dopo l'errore di Majer, che si fa parare il proprio tiro da Unai Simón, Asensio porta in vantaggio gli iberici spiazzando Livaković. Le possibilità di vittoria croate sembrano riaffiorare in virtù del seguente rigore segnato da Perišić e dal successivo sbagliato da Laporte, che calcia sulla traversa, ma l'errore di Petković condanna i suoi alla sconfitta, materializzatasi poi col decisivo penalty messo a segno da Carvajal, che con un pregevole pallonetto supera Livaković, consegnando così agli spagnoli la loro prima Nations League, nonché il primo trofeo internazionale dopo undici anni dall'ultimo conquistato.

## Tabellino
| Arbitro: | Felix Zwayer |

|                                               |                      |                                              |
| Vlašić Brozović Modrić Majer Perišić Petković | Tiri di rigore 4 – 5 | Joselu Rodri Merino Asensio Laporte Carvajal |

| Croazia | Spagna |

| P               | 1  | Dominik Livaković |       |       |
| D               | 22 | Josip Juranović   |       | 112’  |
| D               | 6  | Josip Šutalo      |       |       |
| D               | 5  | Martin Erlić      |       |       |
| D               | 14 | Ivan Perišić      |       |       |
| C               | 11 | Marcelo Brozović  |       |       |
| C               | 10 | Luka Modrić       |       |       |
| C               | 8  | Mateo Kovačić     |       |       |
| A               | 15 | Mario Pašalić     |       | 61’   |
| A               | 16 | Luka Ivanušec     |       | 78’   |
| A               | 9  | Andrej Kramarić   |       | 90+1’ |
| A disposizione: |    |                   |       |       |
| P               | 12 | Nediljko Labrović |       |       |
| P               | 23 | Ivica Ivušić      |       |       |
| D               | 2  | Josip Stanišić    |       | 112’  |
| D               | 3  | Borna Barišić     |       |       |
| C               | 7  | Lovro Majer       |       | 90+1’ |
| C               | 13 | Nikola Vlašić     |       | 78’   |
| A               | 17 | Bruno Petković    | 90+2’ | 61’   |
| A               | 18 | Petar Musa        |       |       |
| D               | 19 | Borna Sosa        |       |       |
| A               | 20 | Dion Drena Beljo  |       |       |
| D               | 21 | Domagoj Vida      |       |       |
| Allenatore:     |    |                   |       |       |
| Zlatko Dalić    |    |                   |       |       |

| P                 | 23 | Unai Simón        |     |     |
| D                 | 22 | Jesús Navas       |     | 97’ |
| D                 | 3  | Robin Le Normand  |     | 78’ |
| D                 | 14 | Aymeric Laporte   |     |     |
| D                 | 18 | Jordi Alba        |     |     |
| C                 | 16 | Rodri             | 97’ |     |
| C                 | 8  | Fabián Ruiz       |     | 78’ |
| C                 | 10 | Marco Asensio     |     |     |
| C                 | 9  | Gavi              | 81’ | 87’ |
| C                 | 15 | Yéremi Pino       |     | 66’ |
| A                 | 7  | Álvaro Morata     |     | 66’ |
| A disposizione:   |    |                   |     |     |
| P                 | 1  | Kepa Arrizabalaga |     |     |
| P                 | 13 | David Raya        |     |     |
| D                 | 2  | Daniel Carvajal   |     | 97’ |
| D                 | 4  | Nacho             | 96’ | 78’ |
| D                 | 5  | Martín Zubimendi  |     |     |
| D                 | 6  | Mikel Merino      |     | 78’ |
| C                 | 11 | Sergio Canales    |     |     |
| A                 | 12 | Ansu Fati         |     | 66’ |
| D                 | 17 | Fran García       |     |     |
| A                 | 19 | Rodrigo           |     |     |
| A                 | 20 | Joselu            |     | 66’ |
| A                 | 21 | Dani Olmo         |     | 87’ |
| Allenatore:       |    |                   |     |     |
| Luis de la Fuente |    |                   |     |     |

| Assistenti arbitrali: Stefan Lupp (Germania) Marco Achmüller (Germania) Quarto ufficiale: Ivan Kružliak (Slovacchia) VAR: Marco Fritz (Germania) Assistenti al VAR: Sven Jablonski (Germania) Stuart Attwell (Inghilterra) | Regole dell'incontro - due tempi regolamentari da 45 minuti ciascuno; - due tempi supplementari da 15 minuti ciascuno in caso di parità; - tiri di rigore in caso di ulteriore parità; inizialmente cinque per squadra, e a oltranza fino a spareggio in caso di ulteriore parità; - numero massimo di 23 giocatori per squadra a referto (11 in campo e 12 come potenziali sostituti); - cinque sostituzioni permesse nei tempi regolamentari; una sesta permessa nei tempi supplementari. |

## Statistiche
| Statistiche       | Croazia | Spagna |
| ----------------- | ------- | ------ |
| Reti segnate      | 0       | 0      |
| Tiri totali       | 4       | 6      |
| Tiri in porta     | 3       | 0      |
| Parate            | 1       | 3      |
| Possesso palla    | 47%     | 53%    |
| Calci d'angolo    | 1       | 2      |
| Falli commessi    | 5       | 8      |
| Fuorigioco        | 1       | 2      |
| Cartellini gialli | 0       | 0      |
| Cartellini rossi  | 0       | 0      |

| Statistiche       | Croazia | Spagna |
| ----------------- | ------- | ------ |
| Reti segnate      | 0       | 0      |
| Tiri totali       | 3       | 9      |
| Tiri in porta     | 0       | 1      |
| Parate            | 1       | 0      |
| Possesso palla    | 51%     | 49%    |
| Calci d'angolo    | 1       | 1      |
| Falli commessi    | 4       | 7      |
| Fuorigioco        | 1       | 0      |
| Cartellini gialli | 1       | 1      |
| Cartellini rossi  | 0       | 0      |

| Statistiche       | Croazia | Spagna |
| ----------------- | ------- | ------ |
| Reti segnate      | 0       | 0      |
| Tiri totali       | 5       | 6      |
| Tiri in porta     | 2       | 0      |
| Parate            | 0       | 2      |
| Possesso palla    | 46%     | 54%    |
| Calci d'angolo    | 2       | 5      |
| Falli commessi    | 2       | 3      |
| Fuorigioco        | 0       | 0      |
| Cartellini gialli | 0       | 2      |
| Cartellini rossi  | 0       | 0      |

| Statistiche       | Croazia | Spagna |
| ----------------- | ------- | ------ |
| Reti segnate      | 0       | 0      |
| Tiri totali       | 12      | 21     |
| Tiri in porta     | 5       | 1      |
| Parate            | 2       | 5      |
| Possesso palla    | 48%     | 52%    |
| Calci d'angolo    | 4       | 8      |
| Falli commessi    | 11      | 18     |
| Fuorigioco        | 2       | 2      |
| Cartellini gialli | 1       | 3      |
| Cartellini rossi  | 0       | 0      |